# Claudio Lizama
Claudio Mauricio Lizama Villegas (Chile, 21 de julio de 1973) y es un exfutbolista chileno. Jugaba de defensa y militó en diversos clubes de Chile.

## Trayectoria
Producto de las divisiones inferiores de Universidad Católica, donde se unió a los 11 años tras pasar una prueba, siendo compañero de Ian Mac Niven, Miguel Ponce y Max Müller. Fue miembro del equipo cruzado vicecampeón de la Copa Libertadores 1993, además de coronarse campeón de la Copa Interamericana 1994, la Copa Chile 1995 y el Torneo Apertura 1997.
Aparte del conjunto cruzado, vistió los colores de Deportes Concepción (donde descendió a la primera B en 1993), Santiago Wanderers (descendió a la Primera B en 1998), Coquimbo Unido, Deportes Puerto Montt (descendió también en 2001) y Fernández Vial.
Ya en el fin de su carrera, tuvo experiencias en el fútbol de Indonesia, donde vistió los colores del Persib Bandung y el PSPS Pekanbaru, donde se retiró en 2005.

## Selección nacional

### Selección juvenil
Fue nominado a la selección sub-20 para el Sudamericano Sub-20 de 1992, quedando eliminado en primera ronda. También formó parte de la Selección sub-23 chilena que participó en los Juegos Panamericanos de Mar del Plata 1995 que fue eliminada en cuartos de final, y en el Preolímpico Sub-23 de 1996, que quedó eliminada en primera fase.

#### Participaciones en sudamericanos
| Torneo                      | Sede     | Resultado    |
| --------------------------- | -------- | ------------ |
| Sudamericano Sub-20 de 1992 | Colombia | Primera fase |

#### Participaciones en Juegos Panamericanos
| Competición               | Sede          | Resultado        |
| ------------------------- | ------------- | ---------------- |
| Juegos Panamericanos 1995 | Mar del Plata | Cuartos de final |

#### Participaciones en Preolímpicos
| Torneo                               | Sede      | Resultado    |
| ------------------------------------ | --------- | ------------ |
| Preolímpico Sub-23 de Argentina 1996 | Argentina | Primera Fase |

### Selección adulta
El 11 de octubre de 1995, jugó su único partido por la selección chilena de fútbol, ante Canadá.

#### Partidos internacionales
| 1     | 11 de diciembre de 1995 | Estadio Collao, Concepción, Chile | Chile      | 2-0 | Canadá |   |  | Xabier Azkargorta | Amistoso |   |
| Total | Total                   | Total                             | Presencias | 1   | Goles  | 0 |  |                   |          | - |

| Selección chilena | Selección chilena | Selección chilena |
| Año               | Partidos          | Goles             |
| ----------------- | ----------------- | ----------------- |
| 1995              | 1                 | 0                 |
| Total             | 1                 | 0                 |

## Clubes
| Club                           | País      | Año       |
| ------------------------------ | --------- | --------- |
| Universidad Católica           | Chile     | 1991-1997 |
| → Deportes Concepción (cedido) | Chile     | 1993      |
| Universidad Católica           | Chile     | 1994-1997 |
| Santiago Wanderers             | Chile     | 1998      |
| Coquimbo Unido                 | Chile     | 1999-2000 |
| Deportes Puerto Montt          | Chile     | 2001      |
| Fernández Vial                 | Chile     | 2002      |
| Persib Bandung                 | Indonesia | 2003-2004 |
| PSPS Pekanbaru                 | Indonesia | 2005      |

## Palmarés

### Torneos nacionales
| Título           | Club                 | País  | Año  |
| ---------------- | -------------------- | ----- | ---- |
| Copa Chile       | Universidad Católica | Chile | 1995 |
| Primera División | Universidad Católica | Chile | 1997 |

### Torneos internacionales
| Título              | Club                 | País  | Año  |
| ------------------- | -------------------- | ----- | ---- |
| Copa Interamericana | Universidad Católica | Chile | 1994 |